# Црни пират
Црни пират (енгл. The Black Pirate) је амерички неми акционо-авантуристички филм из 1926. године, режисера Алберта Паркера, у коме главне улоге тумаче Даглас Фербенкс, Били Дав, Темпе Пигот и Доналд Крисп. Ово је један од првих филмова снимљених у боји, а радња прати младог човека који се, тражећи освету, придружује банди пирата који су му убили оца. Конгресна библиотека је 1993. одабрала овај филм за чување у Националном регистру филмова Сједињених Држава, због његовог „културног, историјског, или естетског значаја”.

## Радња
Филм почиње пљачком брода, који су пирати већ заробили и тешко оштетили. Након што су ослободили брод и посаду драгоцености, пирати пуцају на брод, разневши барут на њему, потапајући га. Док пирати славе, двоје преживелих путника испливало је на острво, старац и његов син. Пре смрти, старији човек даје свој печатни прстен свом сину. Његов син га сахрањује, заклињајући се на освету.
Пиратски капетан и поручник доводе део посаде на другу страну истог острва да закопају део своје пљачке. Затим планирају да убију друге пирате како би их спречили да причају. Управо тада, старчев син се појављује као „Црни пират” и нуди да се придружи њиховој банди и бори се са њиховим најбољим борцем како би доказао своју вредност. После дуге борбе, Црни пират убија капетана. Пиратски поручник му се подсмева и каже да је пират више од трикова са мачем. Да би додатно доказао своју вредност, Црни пират тврди да ће сам заробити следећи брод, што касније и чини. Затим користи своју памет да спречи пирате да дигну брод у ваздух заједно са посадом и путницима, сугеришући да задрже брод за откуп.
Када открију жену на броду, пиратски поручник полаже право на њу. Будући да се заљубио у њу на први поглед, Црни пират проналази начин да је привремено спаси од ове судбине тако што је представља као „принцезу” и позива посаду да је узму за таоца, како би осигурали да ће им откуп бити плаћен ако она остане „неукаљана и неповређена”.
Пиратска посада подржава Црног пирата и желе да га именују за капетана. Пиратски поручник се подсмева овој идеји, али пристаје да сачека да види да ли ће откуп бити уплаћен до поднева следећег дана. Међутим, он је тајно натерао савезника да уништи заробљени брод касније те ноћи како би осигурао да се неће вратити. Затим, када је Црни пират ухваћен како покушава да ослободи жену, пиратски поручник га разоткрива као издајника и пирати га приморавају да хода по дасци.
Следећег дана у подне, пошто брод за откуп није дошао, пиратски поручник одлази код жене да преузме своју награду. Али управо тада, Црни пират, који је, уз помоћ пријатељског једноруког пирата Мактавиша, преживео избацивање са брода, враћа се предводећи трупе да зауставе пирате. После дуге борбе, пирати су разбијени. На крају се открива да је Црни пират војвода, а „принцеза” коју воли племенита дама. Чак је и Мактавиш дирнут до суза радоснице због срећног краја.

## Улоге
| Глумац                           | Улога                           |
| -------------------------------- | ------------------------------- |
| Даглас Фербенкс                  | Војвода од Арнолда / Црни пират |
| Били Дав                         | Принцеза Изобел                 |
| Мери Пикфорд (у последњој сцени) | Принцеза Изобел                 |
| Андерс Рандолф                   | Пиратски капетан                |
| Доналд Крисп                     | Мактавиш                        |
| Темпе Пигот                      | Пратиља                         |
| Сем де Грас                      | Пиратски поручник               |
| Чарлс Стивенс                    | Барутник                        |
| Чарлс Белчер                     | Племић                          |
| Е. Џ. Ратклиф                    | Гувернер                        |
| Џон Волас                        | Пират са дрвеном ногом          |